# Vincenzo Moretti
Vincenzo Cardeal Moretti (14 de novembro de 1815 — 6 de outubro de 1881) foi cardeal italiano da Igreja Católica. Era arcebispo emérito de Ravena, a qual governou entre 1871 e 1879, tendo anteriormente dirigido as dioceses de Comacchio, Cesena e Imola. Ascendeu ao cardinalato em 1877.

## Biografia

### Juventude e presbiterato
Vincenzo nasceu em Orvieto, na região da Umbria, província italiana de Terni, filho de Elisabetta Mazzoni-Brancaleone e de Domenico Moretti. Seu irmão Francesco também seguiu carreira religiosa, como cônego, arcipreste e pároco da Catedral de Orvieto.
Estudou no colégio dos jesuítas e no seminário de sua cidade natal. Recebeu a tonsura aos quinze anos de idade, em 18 de dezembro de 1830, e foi ordenado presbítero em 22 de setembro de 1838 para a Diocese de Orvieto. Depois, entrou para o Colégio Romano, onde obteve doutorados em teologia, em 31 de maio de 1844, e in utroque iure, tanto em direito civil quanto canônico, em 9 de março de 1848.
Moretti gozava de grande estima por parte do bispo diocesano, Dom Giuseppe Maria Vespignani. Este o nomeou professor de história eclesiástica e das Sagradas Escrituras para o liceu de Orvieto em 30 de dezembro de 1848 e, três anos depois, pró-vigário-geral. Moretti, por sua vez, permaneceu ligado a Vespignani durante anos, tanto que, apesar de se mudar para Comacchio, muitas vezes se ofereceu para substituí-lo em Orvieto para administrar crismas ou visitar os seminaristas, durante períodos em que o bispo estava em Roma por causa de problemas de saúde.

### Episcopado
Em 17 de dezembro de 1855, o Papa Pio IX escolheu Moretti para ocupar a sé vacante de Comacchio, na província eclesiástica de Ravena. Sua sagração episcopal se deu em 13 de janeiro de 1856, na Igreja da Torre dos Espelhos, das mãos do cardeal Dom Costantino Patrizi Naro, bispo de Albano, assistido pelos arcebispos Dom Antonio Ligi-Bussi, OFM Conv, titular de Icônio, vice-gerente de Roma, e Dom Giuseppe Andrea Bizzarri, titular de Filipos, secretário da Congregação para Bispos e Religiosos.
Tomou posse de sua diocese em 15 de março do mesmo ano. Os fiéis receberam-no com entusiasmo, mas o governo municipal, chefiado por Carlo Cavalieri Ducati, sempre lhe foi hostil. O sucessor de Carlo, seu parente Giovanni, de mesmo sobrenome, pediu ao bispo para celebrar uma missa e um Te Deum para a festa do Estatuto de 13 de maio de 1860. Moretti, no entanto, recusou-se a fazê-lo por sua consciência e, na noite de 21 de julho, o prefeito o colocou em prisão domiciliar no paço episcopal. Ele foi solto na manhã de 7 de outubro, após um decreto do Ministério dos Assuntos Religiosos, datado em 29 de setembro, que garantiu anistia aos clérigos processados ou sentenciados a penas correcionais.
Nesse ínterim, Moretti recebeu a bula papal que o transferiu para a sé de Cesena, expedida em 23 de março. Ele não pôde tomar posse da diocese pois o cardeal Giacomo Antonelli, secretário de Estado, decidiu não solicitar o exequátur real e, assim, ele permaneceu em Comacchio. Lá ele trabalhou pela transferência, obtida do Papa Pio IX em 1857, do território de Mesola da Arquidiocese de Ferrara para a Diocese de Comacchio. Foi nomeado Assistente ao Trono Pontifício em 18 de setembro de 1863.
Foi transferido para a sé de Imola, província eclesiástica de Bolonha, em 27 de março de 1867. Participou do Concílio Vaticano I, entre 1869 e 1870, no qual apoio a declaração dogmática da infalibilidade papal. Retornou a Imola em 20 de setembro de 1870 pois o concílio fora suspenso em razão da Guerra Franco-Prussiana. Em 27 de outubro de 1871, foi promovido à sé metropolitana de Ravena, a qual estava vacante havia quase um ano devido à morte do cardeal-arcebispo Enrico Orfei. Moretti resistiu em deixar Imola, mas a Santa Sé o obrigou a tomar posse da arquidiocese. Em Ravena, o novo arcebispo deparou-se com um anticlericalismo intenso oriundo das demandas de revolução social por parte das associações de Giuseppe Mazzini e da propagação das ideias de Mikhail Bakunin.
Os episódios de imagens sacras demolidas se multiplicavam, como a Madona na coluna da praça da Catedral, em julho de 1878, assim como realizações de casamentos e funerais sem a presença da Igreja e assassinatos de presbíteros. Moretti respondia incitando a devoção popular, recuperando o culto de Santo Apolinário, apóstolo da Emília e primeiro bispo de Ravena. Em 23 de julho de 1873, abrindo as festas do centenário do santo, ele denunciou o que chamava de "terrível decadência moral" da diocese e convidou os católicos a trabalhar, sem se "acomodar e desanimar": "cada um pode se mover e se agitar [...] é hora de todos tomarem seus postos".

### Cardinalato e morte
Moretti e Antonio Pellegrini foram os dois únicos cardeais nomeados pelo Papa Pio IX em seu último consistório, em 28 de dezembro de 1877. Ele foi feito cardeal-presbítero e recebeu o título de Santa Sabina. Dois meses depois, o longo pontificado de Pio IX chegou ao fim, e Moretti foi um dos cardeais eleitores do conclave que se seguiu e elegeu o Papa Leão XIII.
Tornou-se administrador apostólico da Diocese de Comacchio e do Prebostado de Pomposa em 25 de outubro de 1878. Renunciou a estas funções, bem como do governo da arquidiocese de Ravena, em 22 de setembro do ano seguinte. Passou a viver em Roma.
Moretti faleceu aos 65 anos de idade, em Bolonha. Seu corpo foi velado na igreja paroquial de São Martinho e sepultado na igreja cartuxa de São Jerônimo. Seu monumento funerário foi esculpido por Enrico Barberi em 1883 e desenhado por Alfredo Tartarini.